# Geranium intermedium
Geranium intermedium är en näveväxtart som beskrevs av Sünd.. Geranium intermedium ingår i släktet nävor, och familjen näveväxter. Inga underarter finns listade i Catalogue of Life.